# Morti nel 1429
| Questa pagina contiene informazioni ricavate automaticamente dalle voci biografiche con l'ausilio del template Bio e di un bot. L'aggiornamento è periodico e automatico e ricostruisce completamente la pagina. Se manca una persona in questa lista, sei pregato di non aggiungerla, ma accertati piuttosto che la sua voce biografica contenga il template Bio e che i dati anagrafici siano correttamente compilati. Se il template Bio manca, inseriscilo tu stesso o, in alternativa, metti l'avviso {{tmp\|Bio}} che ne segnala la mancanza. Se i dati riportati sono sbagliati, correggi direttamente la voce biografica; le modifiche saranno visibili in questa lista entro pochi giorni. Per chiarimenti vedi il progetto biografie. La lista contiene solo le 27 persone che sono citate nell'enciclopedia e per le quali è stato implementato correttamente il template Bio. Pagina aggiornata al 10 giu 2025. |

- 20 febbraio - Giovanni di Bicci de' Medici, banchiere italiano (n. 1360)
- 1º marzo - Giovanni III di Namur, nobile francese
- 4 marzo - Andronico Paleologo, bizantino (n. 1400)
- 26 aprile - Alessio IV di Trebisonda, imperatore bizantino (n. 1379)
- 28 maggio - Giovanna Bentivoglio Malvezzi, nobildonna italiana
- 3 giugno - Giovanni II di Heideck, vescovo cattolico tedesco
- 22 giugno - Al-Kashi, matematico e astronomo persiano
- 2 luglio - Filippo I di Nassau-Weilburg, conte (n. 1368)
- 4 luglio - Carlo I Tocco, conte
- 12 luglio - Jean Gerson, teologo e filosofo francese (n. 1363)
- 18 agosto - Benedetto Guidalotti, vescovo cattolico italiano
- 25 agosto - Çandarlı İbrahim Pascià, politico ottomano
- 14 settembre - Carlo I Malatesta, condottiero italiano (n. 1368)
- 28 settembre - Cimburga di Masovia, duchessa (n. 1394)
- 30 ottobre - Ambrogio di Baldese, pittore italiano (n. 1352)
- 16 dicembre - Buonaccorso da Montemagno il Giovane, umanista italiano
- 19 dicembre - Malatesta IV Malatesta, politico e condottiero italiano (n. 1370)
- Bartolomeo Aragazzi, umanista italiano
- Antonio Da Ponte, vescovo cattolico e patriarca cattolico italiano
- Emir Sultan, teologo ottomano (n. 1368)
- Alfonso Enríquez, nobile spagnolo (n. 1354)
- Phommathat, sovrano laotiano
- Aiace Pico, condottiero e nobile italiano
- Heinrich von Plauen, militare tedesco
- Maddalena Scrovegni, umanista italiana (n. 1356)
- Teodora Tocco, nobile bizantina
- Nicolina da Varano, nobile italiana